# Eupatorium godfreyanum
Eupatorium godfreyanum là một loài thực vật có hoa trong họ Cúc. Loài này được Cronquist mô tả khoa học đầu tiên năm 1985.